# Evangelisch-reformierte Kirche Nonnenroth

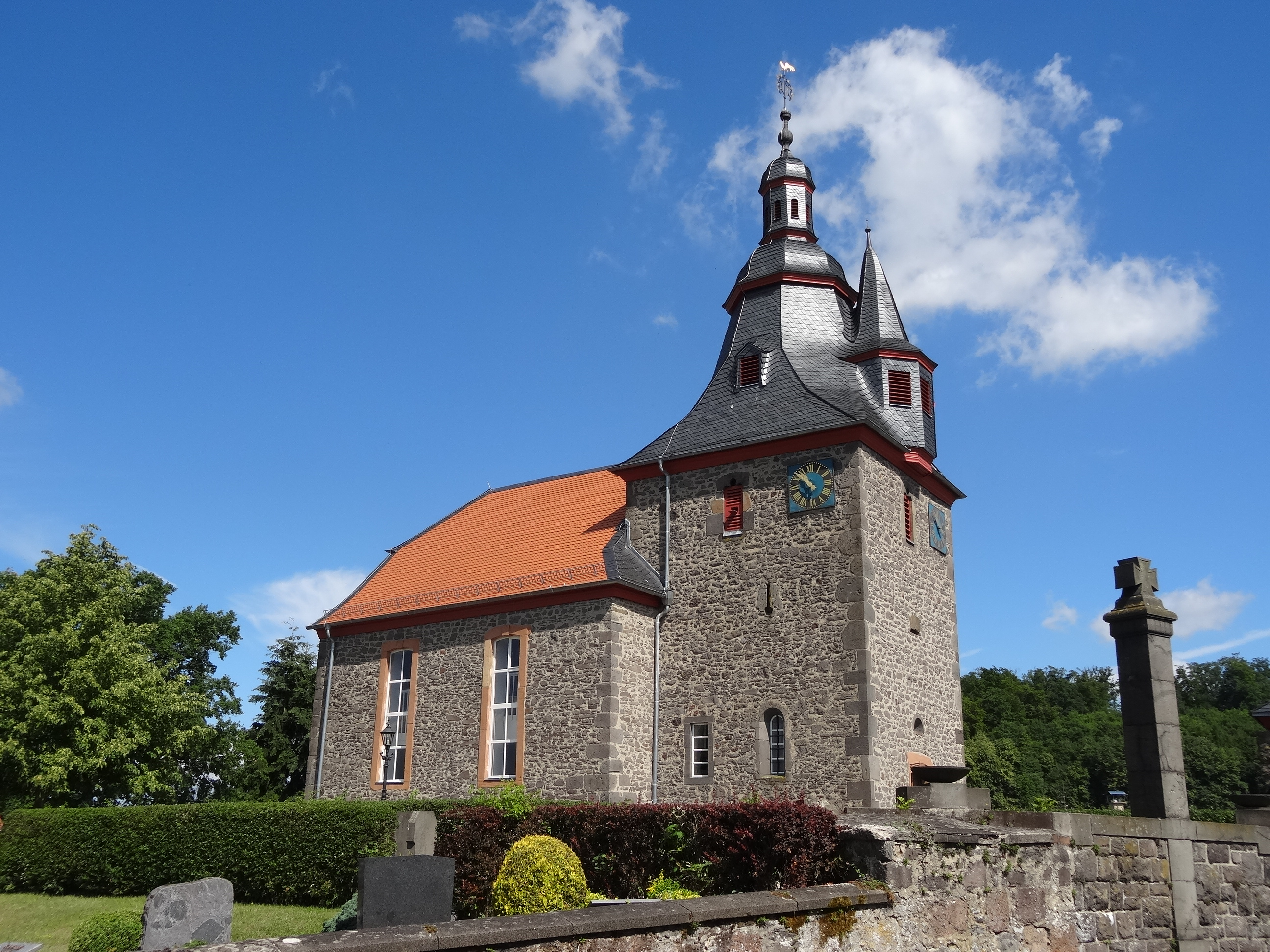
Kirche von Südosten

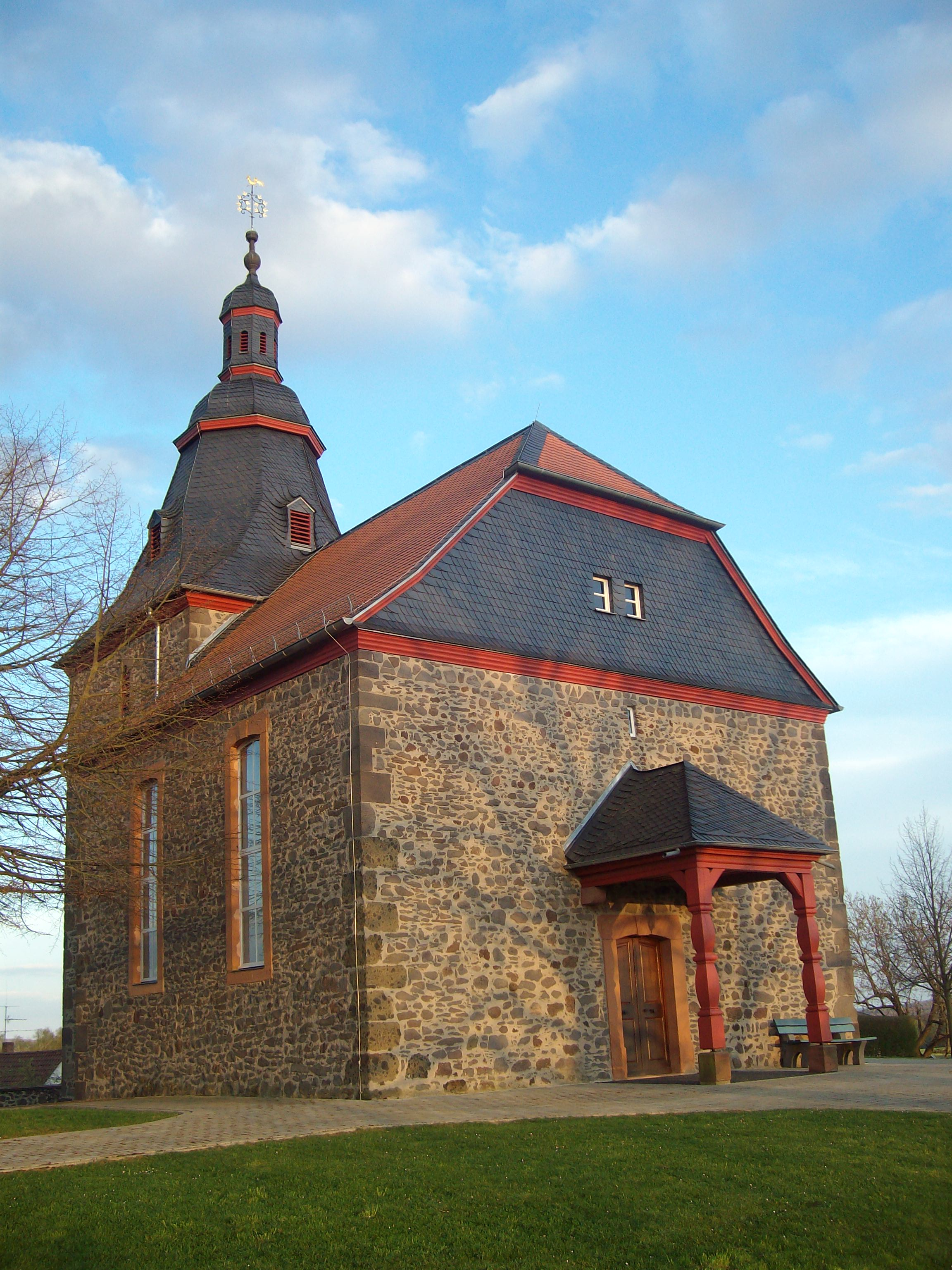
Kirche von Nordwest

Die Evangelisch-reformierte Kirche in Nonnenroth, einem Stadtteil von Hungen im Landkreis Gießen (Hessen), besteht aus zwei Baukörpern. Der wuchtige, wehrhafte Chorturm wurde im 13. Jahrhundert im spätromanischen Stil gebaut und hat einen barocken Turmhelm von 1750. Das quadratische Langhaus entstand 1775. Die Kirche prägt das Ortsbild und ist hessisches Kulturdenkmal.
Die Kirchengemeinde gehört zum Dekanat Gießener Land in der Propstei Oberhessen der Evangelischen Kirche in Hessen und Nassau.

## Geschichte
Die Nonnenrother Kirche wird urkundlich erstmals im Jahr 1403 genannt, als die Herren von Falkenstein das Patronatsrecht ausübten. 1486 ist die Kirche der Marienstiftskirche Lich inkorporiert. Im ausgehenden Mittelalter gehörte Nonnenroth in kirchlicher Hinsicht zum Archidiakonat St. Maria ad Gradus in der Erzdiözese Mainz im Sendbezirk Hungen. Nachweislich im Jahr 1436 war der Ort Filial von Hungen.
Mit Einführung der Reformation wechselte Nonnenroth zum protestantischen Bekenntnis und war seit dieser Zeit mit Villingen pfarramtlich verbunden, zeitweise auch Filial von Villingen. Im Zuge der „Zweiten Reformation“ unter Graf Konrad von Solms-Braunfels wurde am 7. September 1582 auf der Hungener Synode ein Wechsel zum reformierten Bekenntnis beschlossen und noch im selben Jahr in Nonnenroth eingeführt. Der aufgemauerte Altar wurde beseitigt und durch einen hölzernen Abendmahlstisch ersetzt.
Die ursprüngliche Kirche des 13. Jahrhunderts wurde am 25. Oktober 1749 Opfer eines Blitzschlags und brannte zum großen Teil ab. Der Turmschaft blieb erhalten und erhielt 1750 einen neuen Turmhelm. Im Jahr 1786 schaffte die Gemeinde eine dritte Glocke an. Zur Finanzierung des größeren und breiteren Langhauses wurde eine Kollekte in der Region durchgeführt, nachdem das alte Schiff durch Baufälligkeit abgängig war. Der Neubau wurde am 10. September 1775 durch Pfarrer Heinrich Wilhelm Achenbach eingeweiht. In diesem Zuge wurde der Altarraum des Chorturms in einen Vorraum umgewandelt und mit einem neuen Osteingang versehen, Gewölbe und der Triumphbogen wurden entfernt und der Altar weiter in den Kirchenraum versetzt.
Ein Blitz im Jahr 1831 zerstörte das Turmkreuz und einige Balken. Einem weiteren Blitz im Jahr 1884 fielen Turmuhr und Orgel zum Opfer. Einer Innensanierung im Jahr 1923 schloss sich 1924 eine Außenrenovierung an. Im Jahr 1933 wurde ein Blitzableiter installiert. Der Kirchturm erhielt 1976 einen neuen Wetterhahn.

## Architektur

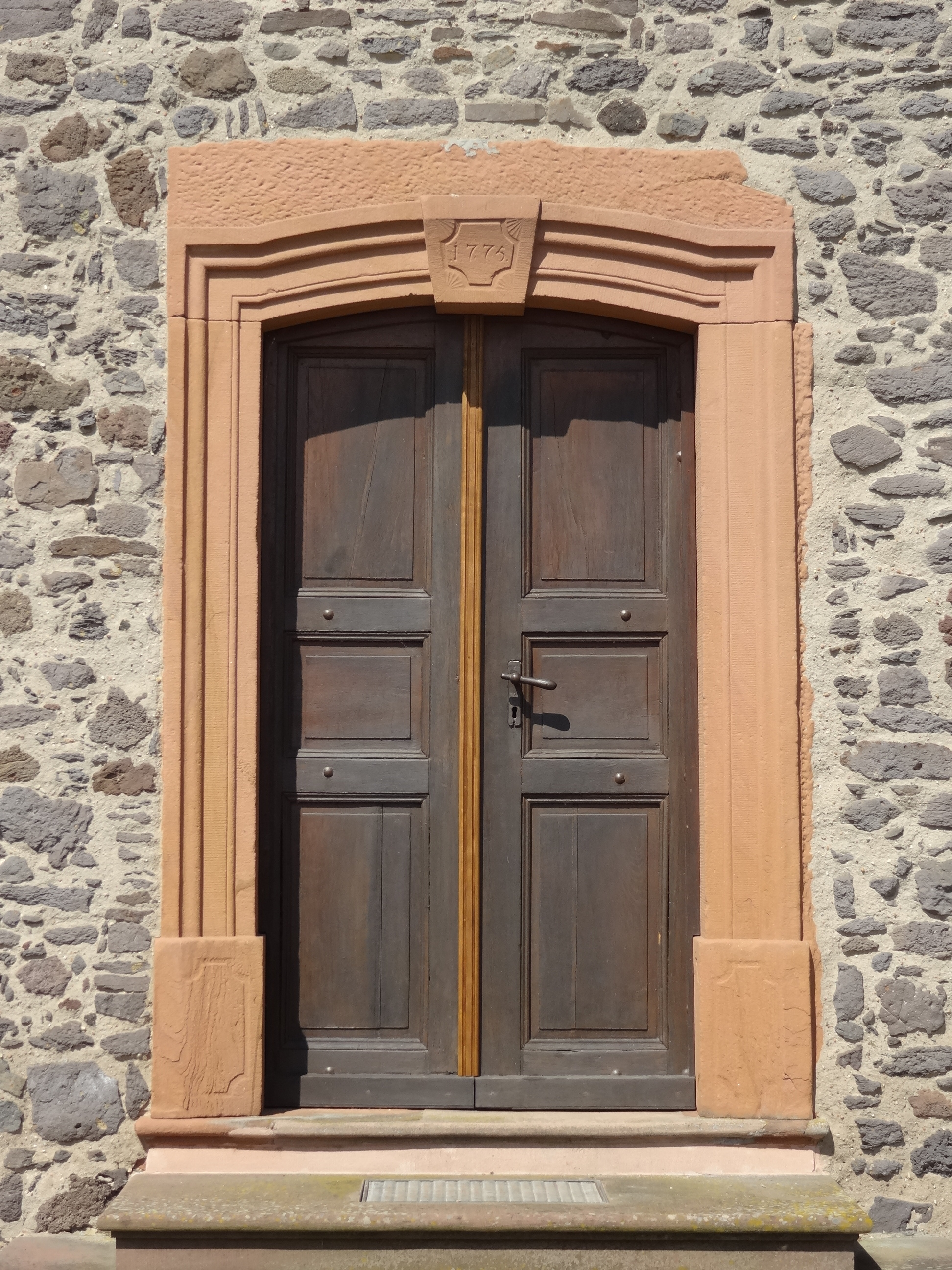
Ostportal aus Sandstein

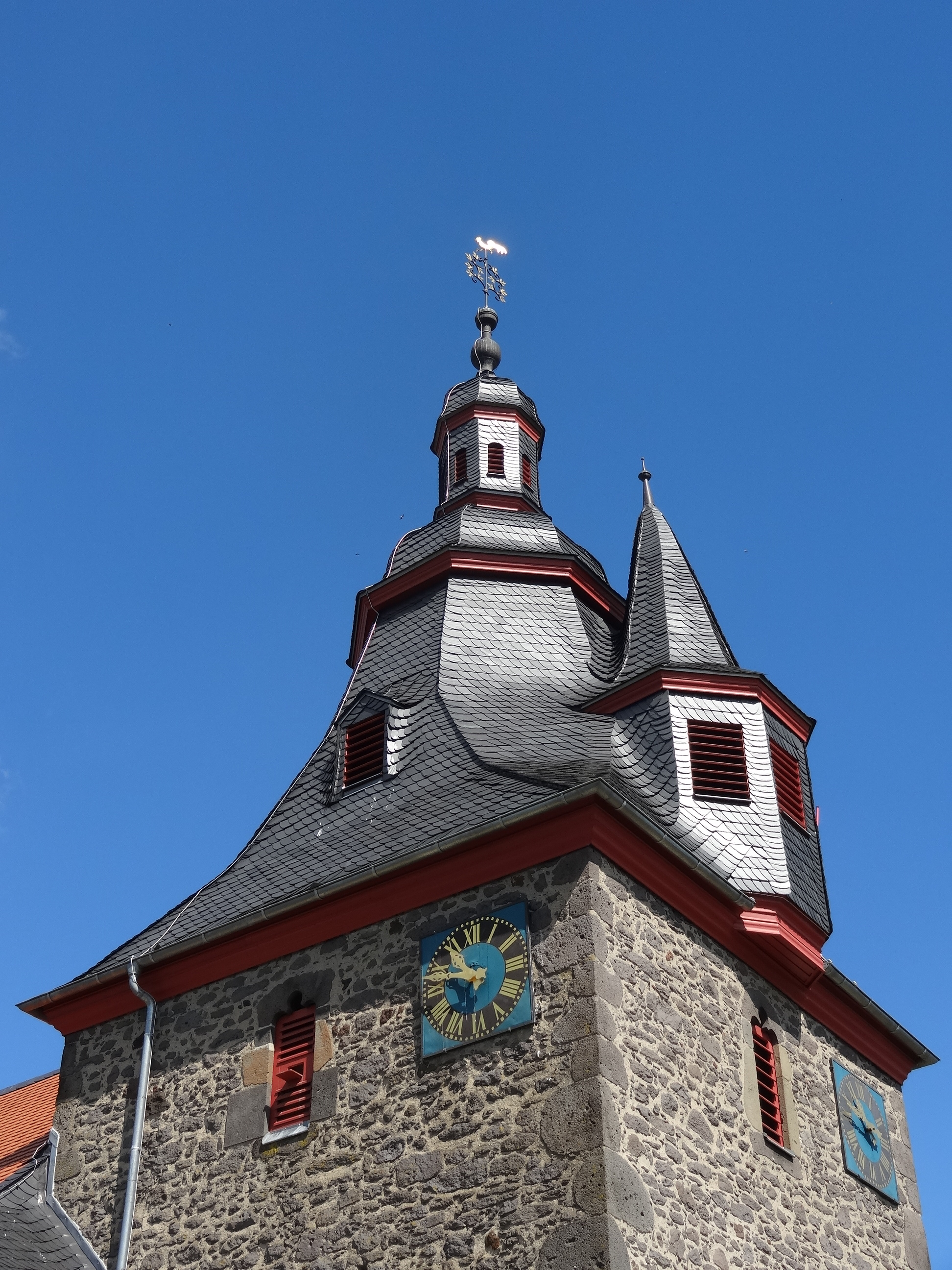
Barocker Helmaufbau

Die geostete Kirche am südwestlichen Dorfrand steht erhöht auf einer Basaltkuppe. Der ummauerte Friedhof war befestigt und soll vier Rundtürme mit Schießscharten gehabt haben. Erhalten ist das überdachte Torhäuschen aus spätgotischer Zeit.
Ältester Teil ist der eingezogene, romanische Turmschaft aus der Mitte des 13. Jahrhunderts. Das unverputzte Bruchsteinmauerwerk weist Eckquaderung und Fenstergewände aus Lungstein auf. Die kleinen romanischen Rundbogenfenster im Untergeschoss und die rechteckigen Schallöffnungen im Obergeschoss, dem ehemaligen Glockengeschoss, die mit einem Kleeblatt abschließen, stammen aus dem 13. Jahrhundert, während die Schießscharten an den drei freien Seiten spätgotisch sind. An der Süd- und Nordseite befinden sich Schlüsselscharten, an der Ostseite eine Querscharte. Das hochrechteckige Fenster links des alten Südfensters wurde in späterer Zeit eingebrochen. Das profilierte Ostportal hat ein Gewände aus Sandstein, dessen Schlussstein mit der Jahreszahl 1775 bezeichnet ist. Links daneben findet sich eine alte Piscina, die in vorreformatorischer Zeit für kultische Handwaschungen des Priesters und für das Reinigen der Vasa sacra diente. Dem außen weit vorkragenden Stein mit Abflussrinne entspricht innen eine schlichte Nische mit Stichbogen. Über dem Portal ist ein Rundbogenstein eingelassen, der ursprünglich Teil des romanischen Chorfensters war.
Der ganz verschieferte Helmaufbau ist komplex gestaltet. Die quadratische Haube geht organisch in ein Achteck über. Darüber ist eine achtseitige Haube mit offener Laterne angebracht, die von einem doppelten Turmknopf, verziertem Kreuz und Wetterhahn bekrönt wird. An der Süd- und Ostseite sind unterhalb der Traufe jeweils rechts die Ziffernblätter der Turmuhr angebracht. Die vergoldeten Zeiger und römischen Ziffern heben sich von dem blauen Untergrund ab. An der Ostseite ist ein verschiefertes Glockentürmchen mit achtseitigem Spitzhelm vorgebaut. Diese Konstruktion mit der zusätzlichen polygonalen Turmgaube ist in Oberhessen ohne Parallele. Die Gaube geht auf den erhaltenen Rest des mittelalterlichen Turmhelms zurück.
Das alte Schiff nahm nur die Breite des Turms ein und hatte eine steilere Dachschräge. Das heutige Schiff ist auf quadratischem Grundriss errichtet und wie der Turm aus unverputztem Bruchsteinmauerwerk mit Eckquadern gefertigt. Die Steine der Vorgängerkirche sind wiederverwendet worden. Im Inneren öffnet sich der Chor zum Kirchenschiff. Der Triumphbogen wurde beim Einbau der Orgel entfernt; Dienste und Schildbögen sind teilweise erhalten und weisen auf die frühere Einwölbung. Heute ist die Turmdecke der Decke des Kirchenschiffs in der Höhe angeglichen. Das Schopfwalmdach hat eine Ziegeldeckung, die am Rand verschiefert ist. Je zwei hohe rechteckige Fenster mit Sandsteingewänden und Stichbögen an der Nord- und Südseite belichten den Raum. Aus der Vorgängerkirche wurden Teile als Spolien integriert, so auch die gotischen Sandsteingewände des Portals. In der Nordwand sind zwei Werksteine aus der alten Kirche eingelassen. Das Westportal ähnelt dem Turmportal, ist aber ohne Profile und hat einen hölzernen Vorbau von 1924, der nach dem Vorbild von Ober-Hörgern im barocken Stil gestaltet ist.

## Ausstattung

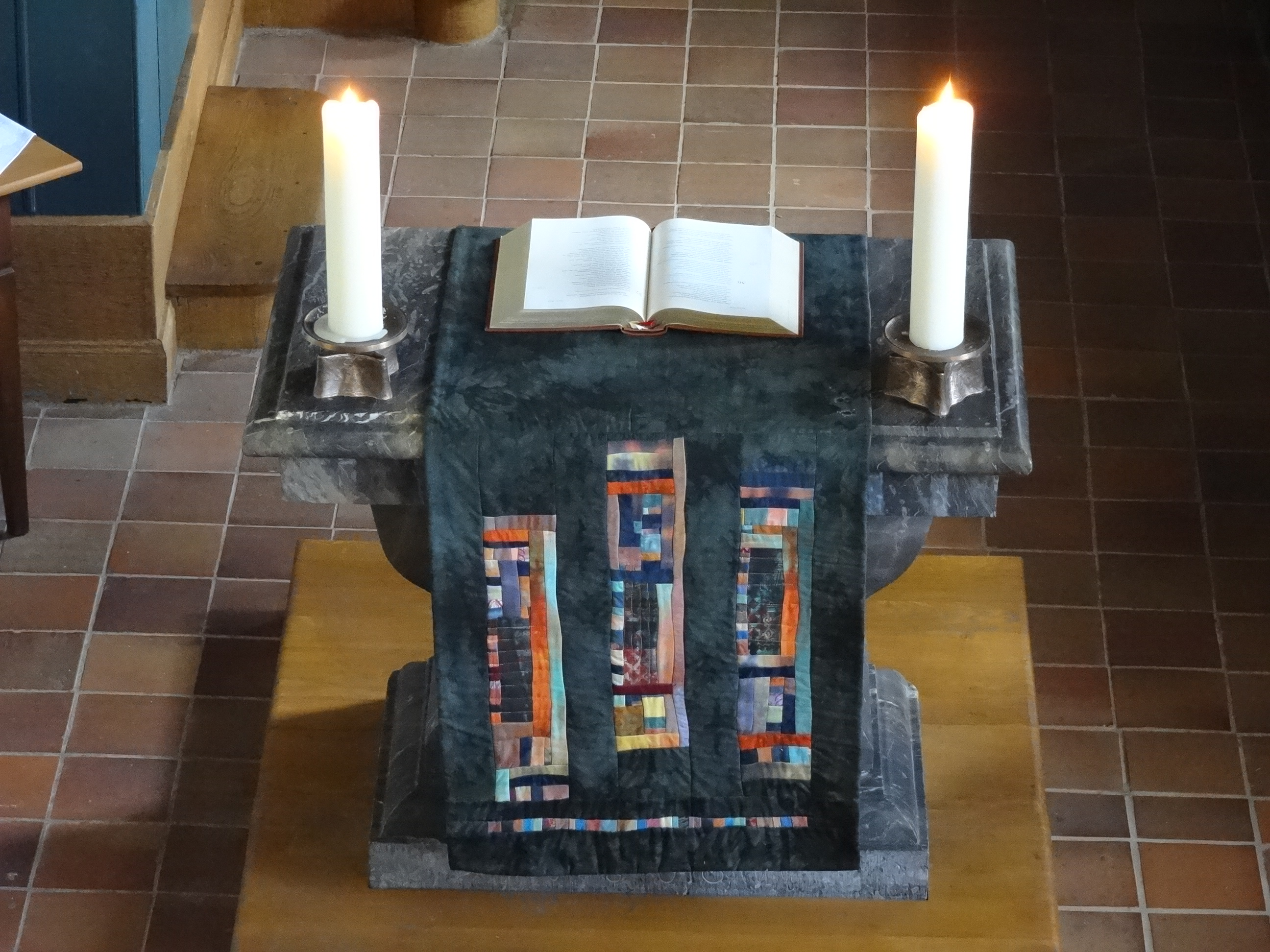
Altar von 1816

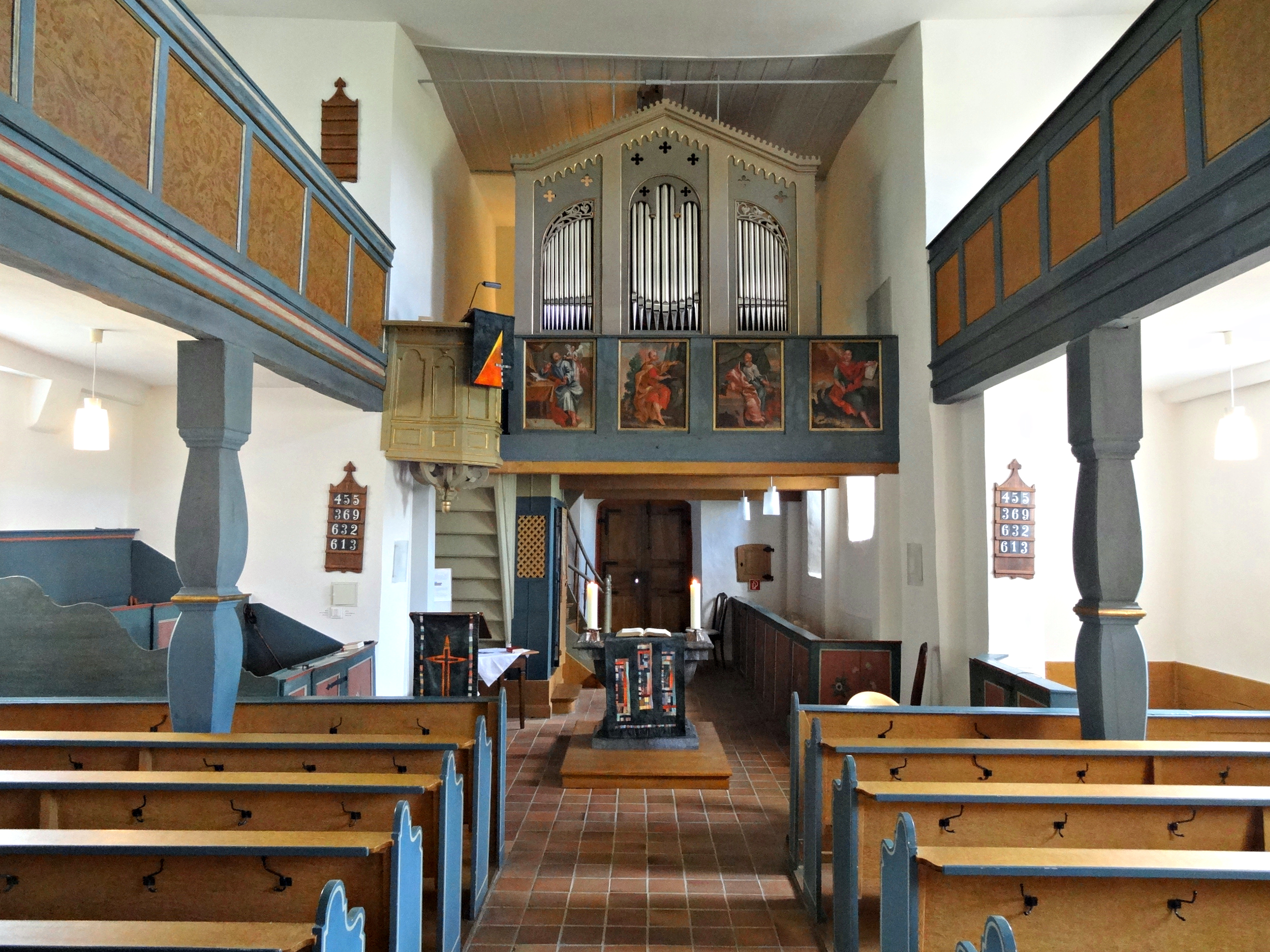
Innenraum Richtung Osten

Der Innenraum wird von einer flachen Decke abgeschlossen, die sich im Untergeschoss des Turms fortsetzt. Die Kirche ist entsprechend reformierter Tradition schlicht ausgestattet.
Die dreiseitigen Emporen aus der Erbauungszeit ruhen auf schmalen Konsolen und viereckigen, gegliederten Holzstützen aus der Erbauungszeit der Kirche. Die Südempore wurde 1846 eingebaut. Die kassettierten Füllungen der Emporenbrüstung sind dezent mit Schablonenmalerei in Form von Blumen und Ranken ausgemalt. Teilweise freigelegt sind gemalte Festons als oberer Wandabschluss. Die Orgelempore im Chor wurde später eingebaut und trägt vier Brüstungsgemälde mit Darstellungen der Evangelisten und den entsprechenden Evangelistensymbolen. Die Darstellungen gleichen denen von Daniel Hisgen in Bobenhausen II, Burkhardsfelden und Leihgestern. Auch die Blumenmotive auf den Brüstungen des Gestühls weisen auf Hisgen.
Der Altar von 1816 ist aus Oberbieler Lahnmarmor gefertigt. Auf dem geschwungenen Stipes ruht die profilierte Mensa. Die polygonale, hölzerne Kanzel des 17. Jahrhunderts ohne Schalldeckel wurde aus dem Vorgängerbau übernommen. Sie ist an der Nordseite angebracht. Den unteren Abschluss der Kanzel bilden geschwungene Kopfbänder mit Voluten. Die kassettierten Füllungen der Kanzelfelder und die Profile sind vergoldet. Den Aufgang über eine verkleidete Treppe gewährt ein angeschlossener Pfarrstuhl unter der Orgel, der im oberen Teil durchbrochenes Rautenwerk hat.

## Orgel

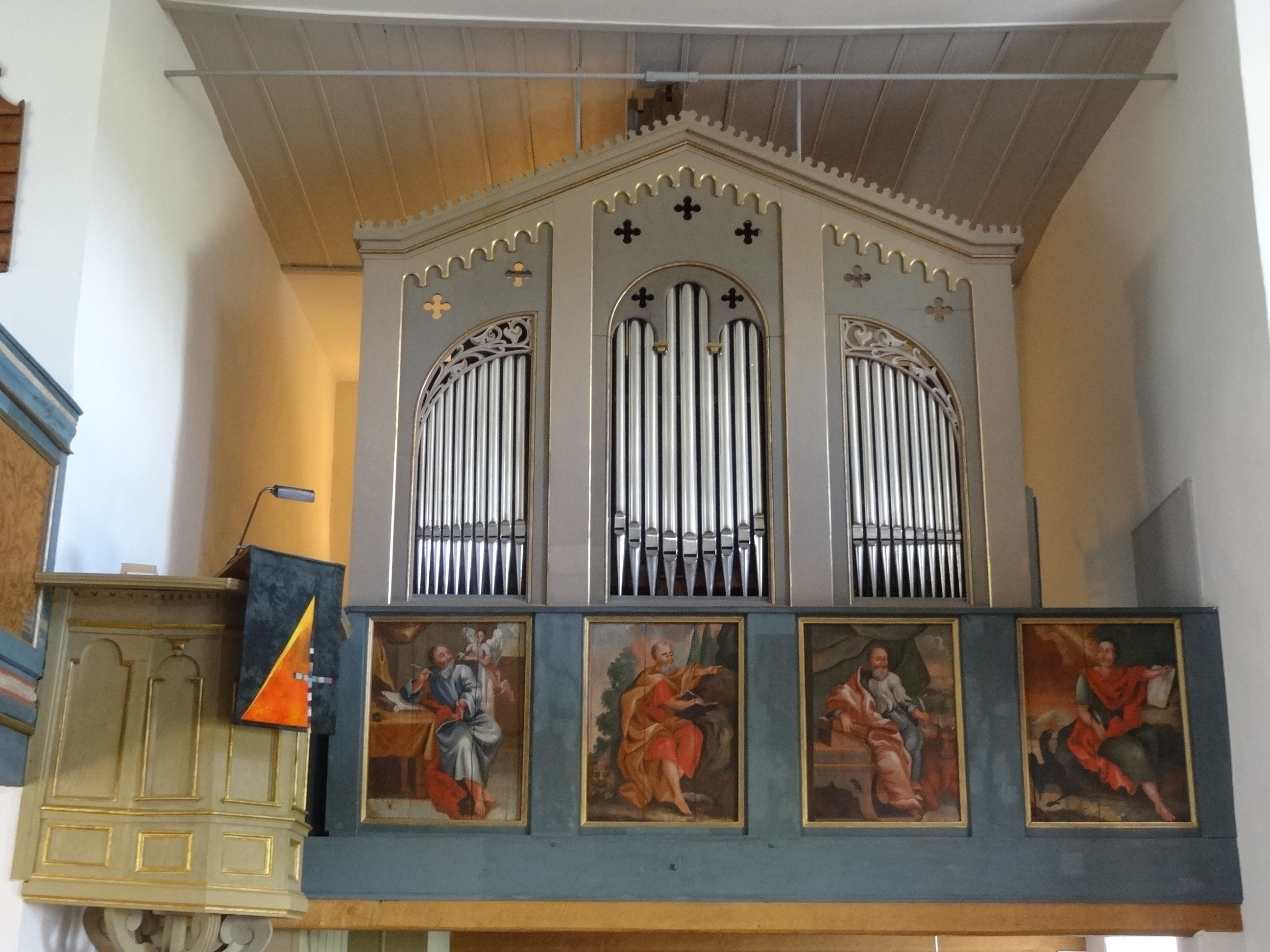
Orgelempore mit Brüstungsgemälden

Erstmals wird eine Orgel im Jahr 1881 erwähnt, die Johann Georg Förster begutachtete. Größe und Orgelbauer sind unbekannt. 1884 wurde Förster mit einem Neubau beauftragt, nachdem ein Blitz Orgel und Turmuhr zerstört hatte. Die neue Orgel wurde 1885 eingeweiht. Das seitenspielige, denkmalgeschützte Werk verfügt über acht Register auf einem Manual und Pedal und ist bis heute erhalten. Der Prospekt ist neoromanisch gestaltet. Drei Flachfelder, die durch Lisenen gegliedert und nach oben von einem Rundbogenfries abgeschlossen werden, werden unter einem flachen Giebel vereint, der von kleinen Zinnen bekrönt wird. Die Disposition lautet wie folgt:
| Manual C–f3     |    |
| Principal       | 8′ |
| Gedackt         | 8′ |
| Salicional      | 8′ |
| Octave          | 4′ |
| Flauto dolce    | 4′ |
| Octave          | 2′ |
| Cornettino II D |    |
| Mixtur III B    |    |

| Pedal C–d1 |     |
| Subbaß     | 16′ |

- Koppeln: I/P

## Glocken
Der Turm beherbergt ein Vierergeläut. Schon vor dem Kirchenneubau waren zwei Glocken vorhanden, die 1786 um eine dritte ergänzt wurden. Nachdem eine der alten Glocken gesprungen war, goss Georg Otto aus Gießen 1869 zwei neue Glocken (635 und 175,5 kg). Sie mussten 1917 an die Rüstungsindustrie abgeliefert werden und wurden 1921 ersetzt. Diese beiden Glocken wurden 1942 ebenfalls eingeschmolzen und 1949 durch drei neue der Firma Gebr. Rincker ersetzt. Das heutige Geläut erklingt im sogenannten Westminstermotiv.
| Nr. | Gussjahr | Gießer, Gussort                              | Durchmesser (mm) | Schlagton | Inschrift | Bild |
| 1   | 1949     | Gebr. Rincker, Sinn                          |                  | g1        | „DEN OPFERN DER JAHRE 1939–45 ZUM GEDÄCHTNIS. DEM GEGENWÄRTIGEN UND ZUKÜNFTIGEN GESCHLECHT ALS MAHNUNG UND VERMÄCHTNIS. WER DA LEBET UND GLAUBET AN MICH DER WIRD NIMMERMEHR STERBEN NONNENROTH IM JAHRE DES HERREN 1949“                                                                                              |      |
| 2   | 1786     | Johann Philipp und Johann Peter Bach, Hungen | 750              | c2        | „IN GOTTES NAHMEN FLOSS ICH * PHILIPP UND PETER BACH GOSS VON HUNGEN MICH * WAREN ZUR DAMALIGEN ZEIT BINGELIUS PFARRER * JOH. HEINR. SCHNEIDER GERICHT SCHULTEIS * JOHANNES METZGER * ANDREAS WEBER * JOH. JOST SCHELDT * KIRCHEN AELTESTEN * JOH. GEORG ELLER KIRCHENBAUMEISTER * VOR DEN ORT NONNENROTH * ANNO 1786“ |      |
| 3   | 1949     | Gebr. Rincker, Sinn                          |                  | d2        | „ES WANDELN SICH DIE REICHE ES WANDELT SICH DIE WELT DOCH GOTT DER BLEIBT DER GLEICHE DER SIE IN HAENDEN HAELT. FUER DIE KIRCHE GESTIFTET VON DER GEMEINDE NONNENROTH A.D. 1949“ |      |
| 4   | 1949     | Gebr. Rincker, Sinn                          |                  | e2        | „GOTT HAT UNS NICHT GEGEBEN DEN GEIST DER FURCHT, SONDERN DER KRAFT UND DER LIEBE UND DER ZUCHT – JAHRESLOSUNG 1949“ |      |